# Вірменські склади
Вірменські склади — пам'ятка архітектури національного значення у місті Кам'янець-Подільському Хмельницької області (охоронний № 743). Розташовані за адресою Миколаївський провулок, 1. Пам'ятка перебуває в аварійно-небезпечному стані.

## Опис
Будівлі вірменських складів входять до комплексу старого вірменського кварталу Кам'янця-Подільського та формують забудову короткого Миколаївського провулку, який починається від Вірменської вулиці і веде до церкви Святого Миколи Чудотворця. Складаються із чотирьох кам'яних будівель, три з яких зведені у XVI столітті, четверта — після 1602 року. Усі будівлі зводилися як житлові, де під склади використовувалися напівпідвальні приміщення. Мають вигляд однієї суцільної будівлі, витягнутої по червоній лінії провулку із заходу на схід. В історичній забудові вірменського кварталу ці склади межували на півночі із цвинтарем вірменської церкви святого Миколая (зруйнована).
Від першої, наріжної будівлі лишилася лише південна кам'яна стіна заввишки 6 м з боку вулиці та з м — з подвір'я. У центральній частині стіни можна побачити залишки замурованої напівкруглої брами, з обидвох боків якої розташовані віконні прорізи, замуровані у вигляді контрфорсів.
Наступний, другий від рогу будинок — двоповерховий, у плані має вигляд квадрату із довжиною сторін 7,3 м, висота стін з боку вулиці — 5,2 м. Перший поверх — напівпідвальний, перекритий кам'яним коробовим склепінням із розпалубками над дверним і віконними прорізами. Вхід до будинку був облаштований з подвір'я, по кам'яних сходах довжиною 6 м. Вікна другого поверху були прикрашені ренесансними лиштвами.
Третій будинок також двоповерховий, прямокутний у плані (по фасаду — 14,5 м, углиб — 10 м), висота стін за боку вулиці становить 5 м. Перший поверх — підвальний, глибиною 3 м, аналогічно до сусіднього будинку перекритий коробовим склепінням із розпалубкою над дверним і віконними прорізами. Дверний проріз виконаний у вигляді білокам'яного порталу із напівциркульною перемичкою. Віконні прорізі розтесані та перебудовані.
Останній будинок — найновіший, зведена після 1602 року. Будівля одноповерхова, висота стін 4,5 м. Збереглися лише дві зовнішні наріжні стіни із перебудованими віконними прорізами.